# Tihomir Skoko
Tihomir Skoko (Mostar, 25. travnja 1975.), bivši hrvatski nogometaš i nogometni trener iz Bosne i Hercegovine. 

## Karijera

### Igračka karijera
Kao sedamnaestogodišnjak bio je sudionik prve utakmice Zrinjskog nakon obnove rada kluba 1992. godine protiv Croatije iz Zmijavaca. Za Zrinjski je u šest sezona odigrao 129 utakmica i postigao 15 pogodaka.
S NK Široki Brijeg postaje prvak Herceg-Bosne u sezoni 1995./96. Kao nogometaš Širokog bio je član reprezentacije Herceg-Bosne na prijateljskoj utakmici s Paragvajom u Asunciónu 1996. godine.
Osim za Široki i Zrinjski još je igrao za HNK Brotnjo Čitluk, NK Hrvatski dragovoljac Zagreb, NK Zmaj Makarska i NK Lokomotiva Zagreb.
Zbog teške ozljede morao je završiti karijeru u 26. godini.

### Trenerska karijera
Nakon igračke karijere bavi se trenerskim poslom. Najprije je bio trener u Školi nogometa  Zrinjskog, a potom osniva vlastitu Školu nogometa Tiki-Taka.